# Spirale
Spirale (ang. Spirals) – to jeden z elementów łyżwiarskich należących do sekwencji choreograficznej, sekwencji kroków lub elementów łączących. Do sezonu 2011/2012 sekwencja spiral należała do obowiązkowych elementów w programach solistek oraz par sportowych. Spirala polega na jeździe na jednej nodze, z drugą uniesioną w górze powyżej linii bioder. Jest to element podobny do arabeski w balecie.
Pozycje w spiralach są klasyfikowane według: nogi na której jedzie łyżwiarz (lewa lub prawa), krawędzi łyżwy (zewnętrznej lub wewnętrznej), kierunku jazdy łyżwiarza (do przodu lub do tyłu) oraz pozycji w której ułożona jest wolna noga (do tyłu, do przodu, na bok).

## Sekwencja spiral
Sekwencja spiral (ang. Spiral sequence) to seria wykonanych kolejno po sobie spiral różnej odmiany. Do sezonu 2011/2012 był to element obowiązkowy w programach solistek i par sportowych w zawodach międzynarodowych organizowanych przez Międzynarodową Unię Łyżwiarską (ISU). Zgodnie z nowym systemem oceniania ISU, aby za sekwencję spiral były przyznane punkty, łyżwiarze musieli utrzymać każdą, z co najmniej dwóch pozycji spiralnych, przez co najmniej 3 sekundy i jedną pozycję spiralną przez co najmniej 6 sekund. Sekwencja spiral otrzymywała zawsze bazową wartość podstawową elementu (Base Value), a sędziowie oceniali jej jakość jedynie przyznaną wartością GOE. Od sezonu 2012/2013 solistki zostały zobligowane do wykonania co najmniej jednej spirali (bez limitu czasowego) w sekwencji choreograficznej w programie dowolnym.
Sekwencja spiral zawiera często zmianę krawędzi łyżwy tzn. pozycja spirali jest utrzymywana podczas zmiany krawędzi płozy na której jedzie łyżwiarz. Najpopularniejszym sposobem wykonywania spirali przez łyżwiarzy jest jazda do przodu na wewnętrznej krawędzi.

## Odmiany spiral
Spirale można również wykonywać w innych pozycjach niż tzw. jaskółki np. z wolną nogą wysuniętą do przodu lub w bok, z ugiętą nogą, kolanem lub łyżwą wspartą jedną lub obiema rękami. Istnieje wiele odmian i niektóre nazwy, choć niekoniecznie oficjalne, weszły do powszechnego użytku.
- Spirala arabeska (ang. Arabesque spiral) – klasyczna pozycja w spirali w której wolna noga jest wysunięta do tyłu tzw. jaskółka, noga wolna jest wyprostowana i znajduje się powyżej linii bioder (co najmniej kąt 90 stopni). Niektórzy łyżwiarze są w stanie osiągnąć pionowe podniesienie nogi (180 stopni) do pełnego szpagatu w tej pozycji.
- Spirala z trzymaniem nogi (ang. Catch-foot spiral) – każda spirala w której łyżwiarz przyjmuje pozycje z trzymaniem nogi jedną bądź obiema rękoma. Do spiral z trzymaniem nogi są zaliczane następujące spirale:
  - Spirala Biellmann (ang. Biellmann spiral) – spirala w pozycji Biellmann, czyli z nogą wolną przyciąganą z tyłu do głowy jedną bądź obiema rękoma. Spirala Biellmann może być wykonywana na dowolnej krawędzi łyżwy.
  - Spirala chwytana krzyżowo (ang. Cross-grab spiral) – spirala z trzymaniem z tyłu nogi wolnej przez przeciwległą rękę.
  - Spirala Y (ang. Y-spiral) – znana także pod nazwą 180, ponieważ łyżwiarz trzyma nogę z boku w pozycji pełnego szpagatu. Spirala Y jest zaliczana do spirali z trzymaniem nogi, ale niektórzy łyżwiarze zwiększają poziom jej trudności i utrzymują pozycję Y bez wsparcia nogi wolnej rękoma.
  - Spirala Kerrigan – spirala na krawędzi zewnętrznej w której noga wolna jest trzymana ręką w okolicach kolana. Spirala jest nazwana nazwiskiem Amerykanki Nancy Kerrigan.
- Spirala Charlotte – tułów łyżwiarza jest pochylony maksymalnie do nogi prowadzącej (jadącej po lodzie), zaś noga wolna jest uniesiona maksymalnie do góry, czyli do pozycji pełnego szpagatu.
- Skid spiral – obrót o 180 stopni w pozycji spiralnej za pomocą obrotu trójkowego.
- Fan spiral – spirala wykonywana do tyłu na krawędzi zewnętrznej z nogą wolną uniesioną do przodu lub do boku, najlepiej z obiema nogami w pełni wyprostowanymi. Jednak najczęściej łyżwiarze wykonują fan spiral uginając jedną z nóg, aby zmniejszyć poziom jej trudności.
- Spirala odwrócona (ang. Inverted spiral) – noga wolna podniesiona do przodu, zaś tułów łyżwiarza przechylony do tyłu niemal równolegle do lodu. Pozycja łyżwiarza w tej spirali jest podobna do odchylonej pozycji wagi (ang. layover camel).

## Galeria

### Spirale bez trzymania nogi

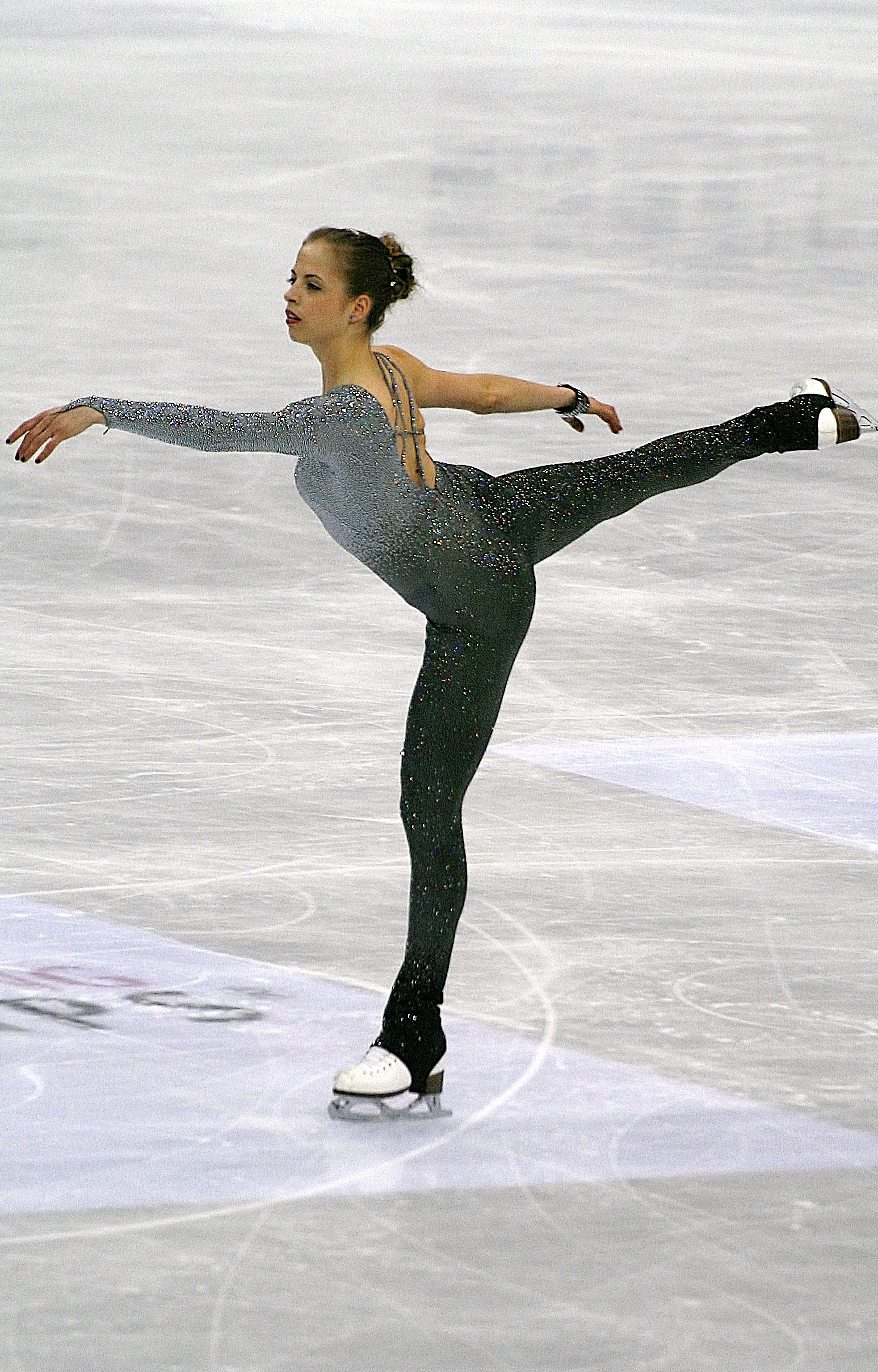
Klasyczna spirala arabeska (Carolina Kostner)
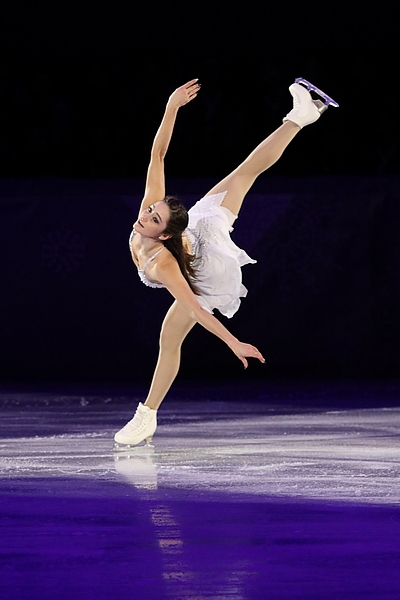
Klasyczna spirala arabeska (Kaetlyn Osmond)
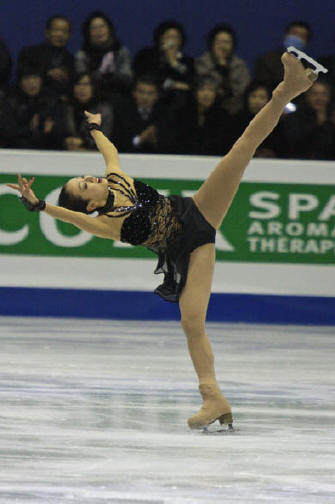
Fan spiral (Mao Asada)
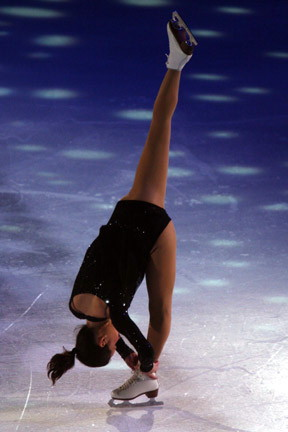
Spirala Charlotte (Sasha Cohen)
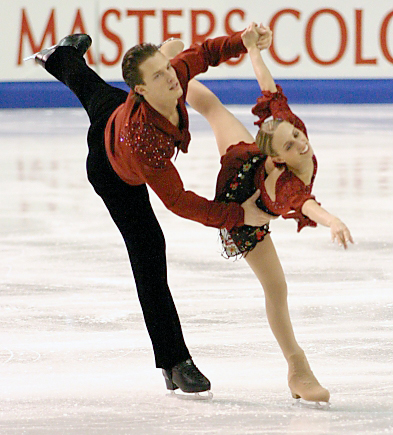
Klasyczna spirala arabeska (Valerie Marcoux / Craig Buntin)
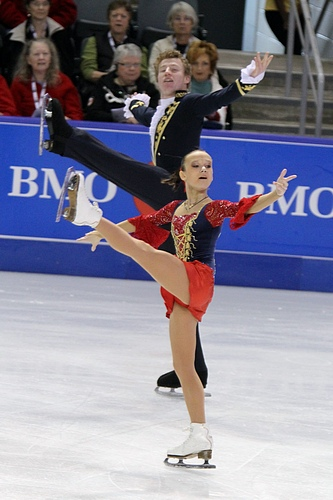
Fan spiral (Lubow Iluszeczkina / Nodari Maisuradzie)

### Spirale z trzymaniem nogi

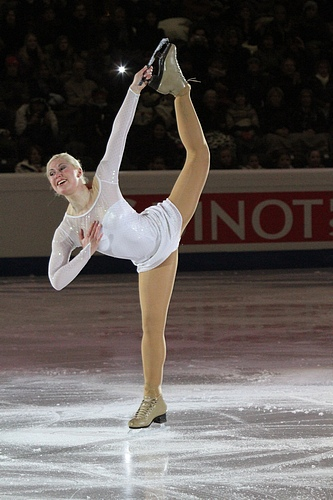
Spirala Biellmann z trzymaniem jedną ręką (Denise Biellmann)
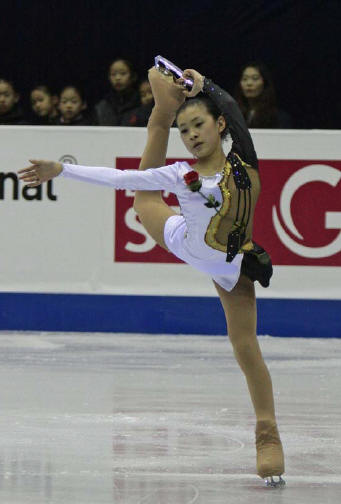
Spirala trzymana krzyżowo (Kanako Murakami)
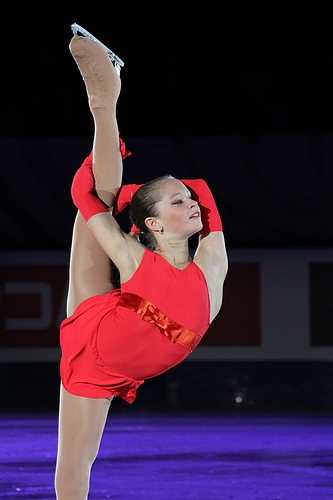
Spirala Kerrigan (Julija Lipnicka)
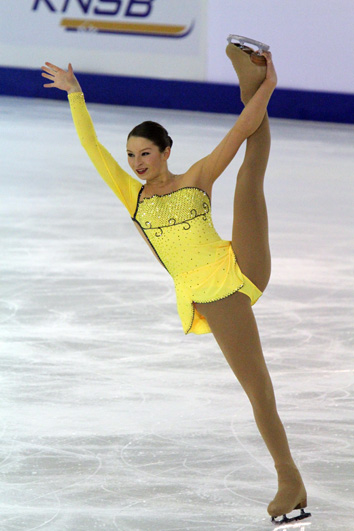
Spirala Y (Kate Charbonneau)
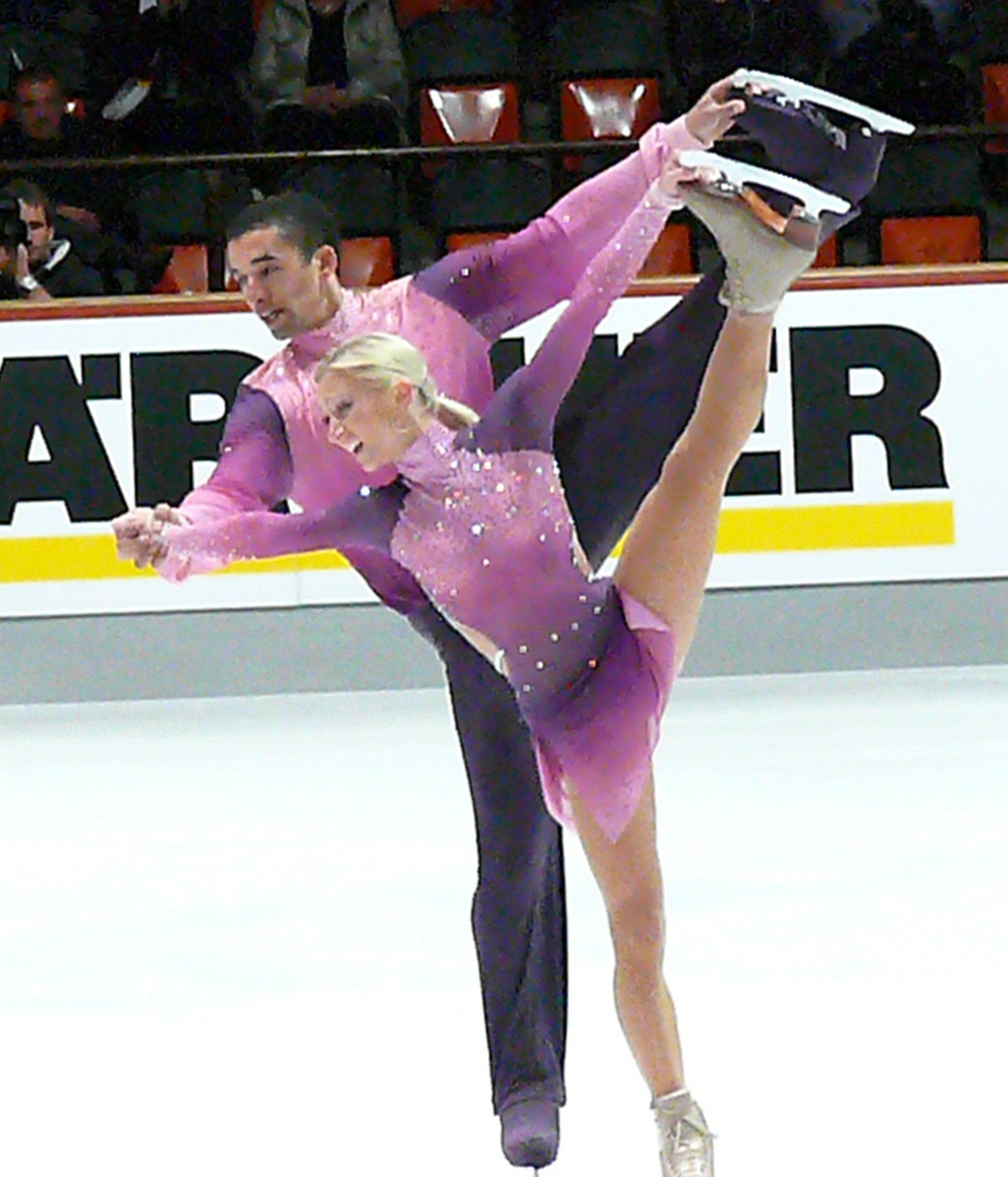
Spirala Y (Alona Sawczenko / Robin Szolkowy)
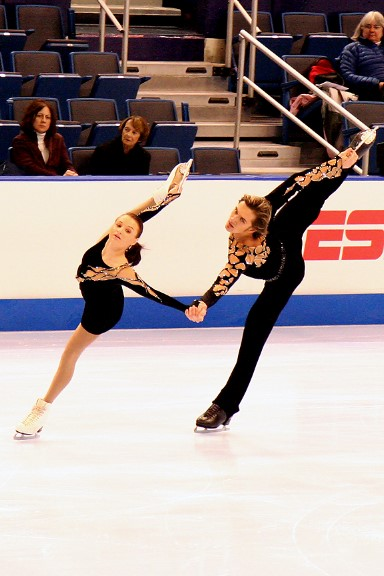
Spirala Biellmann (Marija Muchortowa / Maksim Trańkow)